# Antimoon(III)jodide
Antimoon(III)jodide is een anorganische verbinding met de formule {\displaystyle {\ce {SbI3}}}. Deze robijnrode vaste stof is de enige verbinding van enkel antimoon en jood die bekend is. Antimoon heeft hier oxidatiegetal +3. Zoals bij meer jodides van de zwaardere hoofdgroepmetalen is de structuur afhankelijk van de fase van de stof. In de gasfase is {\displaystyle {\ce {SbI3}}} een moleculaire stof met een driezijdige piramide als structuur zoals voorspeld door VSEPR. In de vaste fase echter is het antimoon-atoom omgeven door een octahedron van zes jood-atomen, drie relatief dichterbij, drie wat verder weg. In de verwante bismutverbinding {\displaystyle {\ce {(BiI3)}}} bevinden de jood-atomen zich allemaal op de zelfde afstand.
{\displaystyle {\ce {2 Sb \ + \ 3I2 \ -> 2 SbI3}}}

## Synthese
Antimoon(III)jodide kan direct uit de elementen gemaakt worden. Een tweede manier wordt gevormd door de reactie tussen antimoon(III)oxide en waterstofjodide. Daarnaast is ook de reactie tussen de elementen in kokende benzeen of tetra een optie.
| 1 | : | {\displaystyle {\ce {2 Sb \ + \ 3I2 \ -> 2 SbI3}}}                              |
| 2 | : | {\displaystyle {\ce {Sb2O3 \ + \ 6 HI \ -> \ 2 SbI3 \ + \ 3 H2O}}}              |
| 3 | : | {\displaystyle {\ce {S2Sb\ +\ 3I2\ ->[{\ce {kokend\ C6H6\ of\ CCl4}}]\ 2SbI3}}} |

## Eigenschappen
In water en aan de lucht (waterdamp) wordt antimoon(III)jodide omgezet in antimoon(III)oxidojodide:
{\displaystyle {\ce {SbI3\ +\ H2O\ ->SbOI\ +\ 2HI}}}

## Toepassingen
SbI3 is toegepast als doteerstof in de vorming van thermo-elektrisch materiaal.